# Hordeïna
Hordeïna és una glicoproteïna prolamina present a l'ordi (Hordeum vulgare) i a alguns altres cereals, junt amb la gliadina i altres glicoproteïnes (com les glutelines) apareixen sota el nom general de gluten.
En l'ordi l'hordeïna es classifica en tres grups principals (hordeïnes B-, C- i D).
Algunes persones són sensibles a l'hordeïna per la malaltia celíaca o intolerància al gluten.
Junt amb la gliadina l'hordeïna es troba en molts aliments i també es pot trobar a la cervesa en la fabricació de la qual els tipus d'hordeïna tenen influència en la qualitat del maltejat.